# Малатьяспор
«Малатьяспор» (тур. Malatya Spor Kulübü) — турецький футбольний клуб з міста Малатья. 
Виступає в аматорській лізі. Матчі проводить на стадіоні «Іненю стадіуму». 

## Історія
Клуб засновано 1966 року. Клубними кольорами спершу було обрано жовтий і чорний (до 1984 року), а потім змінено на жовтий і червоний. Протягом 2006–2011 років клуб опустився з Турецької Суперліги до п’ятого дивізіону (аматорської ліги). 
У найвищому дивізіоні команда провела 11 сезонів (1984—1990, 2001—2006).  

## Досягнення
- Чемпіонат Туреччини: 3-є місце (1987/88)
- Кубок Туреччини: фіналіст (2002/03)

## Виступи в єврокубках
Кубок УЄФА:
| Сезон     | Раунд |           | Клуб      | Рахунок  |
| --------- | ----- | --------- | --------- | -------- |
| 2003—2004 | 1R    | Швейцарія | ФК Базель | 0-2, 2-1 |

## Відомі гравці
- Толга Сейхан
- Окан Їлмаз